# Full House (popgroep)
Full House was een Nederlandse popgroep in de jaren 70 die een hit scoorde met Standing on the inside.
De groep was een gelegenheidsformatie waarvan onder andere televisiepresentator en voetballer Frank Kramer deel uitmaakte. De andere groepsleden waren Anette Molenaar, Bob Cohen, Wilma de Nijs en Carry Schomper. De achtergrondzangeressen op Standing on the inside zijn Wanda Stellaard en José Hoebee.
Het liedje Standing on the inside is een cover van Neil Sedaka en behaalde in 1976 de tweede plaats in de Top 40 en de derde plaats in de Nationale Hitparade. De tweede single Baby Blue bereikte de Tipparade.
Full House is bedacht door Ron Brandsteder, die toen plugger was bij platenmaatschappij CBS.

## NPO Radio 2 Top 2000
| Nummer met noteringen in de NPO Radio 2 Top 2000 | '99  | '00  |
| ------------------------------------------------ | ---- | ---- |
| Standing on the inside                           | 1959 | 1907 |

1. ↑  Een vetgedrukt getal geeft de hoogste notering aan.
2. ↑  Deze tabel is bijgewerkt tot en met de laatste editie (2024).